# Aarab Sebbah Ziz
Aarab Sebbah Ziz (en àrab عرب صباح زيز, ʿArab Ṣabbāḥ Zīz; en amazic ⵄⵕⴱ ⵚⴱⴱⴰⵃ ⵣⵉⵣ) és una comuna rural de la província d'Errachidia, a la regió de Drâa-Tafilalet, al Marroc. Segons el cens de 2014 tenia una població total de 19.192 persones.